# アシナガウミツバメ
アシナガウミツバメ(足長海燕、学名：Oceanites oceanicus）は、ミズナギドリ目ウミツバメ科に分類される鳥類の一種である。英名は博物学者のエドワード・ウィルソンにちなむ。
名前の由来は、足が長いことより。

## 分布
南極大陸から亜南極の島々で繁殖し、非繁殖期は、太平洋、大西洋、インド洋を北上する。
ティエラ・デル・フエゴおよびフォークランド諸島から南極大陸沿岸にかけての場所で繁殖を行う。
日本近海には稀に渡来する。6-8月の記録が多いが、冬季に観察されたこともある。

## 形態
体長15-19cm、翼開長38-42cm。体全体は黒褐色。足は黒色で長く、飛翔中尾羽を越えて張り出して見える。腰の白色部は、体の横を通って下尾筒まで達する。羽の上部に淡褐色の帯がある。 

## 生態
非繁殖期は外洋で生活する。ウミツバメ科の中では最も長距離の渡りを行う種である。
食性は動物食で、主に浮遊性の甲殻類（オキアミ等）や小魚を捕食する。波風に逆らって進み、水面を小刻みに走りながら水面近くにいる獲物を捕食する。食事量の68%を Thernisto gaudichaudii（端脚類）が占めていたとの研究もある(Croxall et al. 1988)。軟体動物や死肉を食べることもある。
繁殖形態は卵生。やや疎らなコロニーを形成し、岩の割れ目や地上に穴を掘って営巣する。雛の体重は最も重い時期には成鳥の約2倍にもなるが、巣立つ時には1.5倍程度にまで痩せる。

## 画像

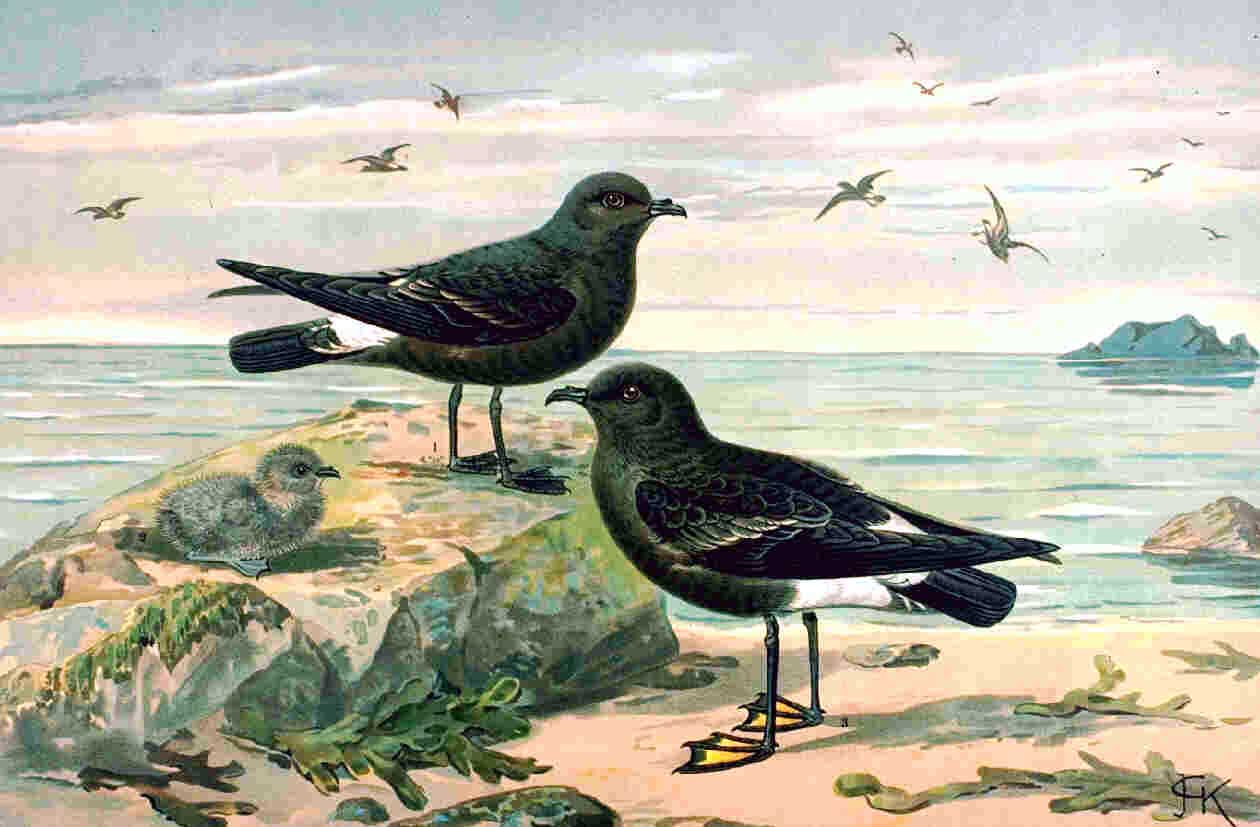
下がアシナガウミツバメ、上はヒメウミツバメ